# Grzyby niejadalne

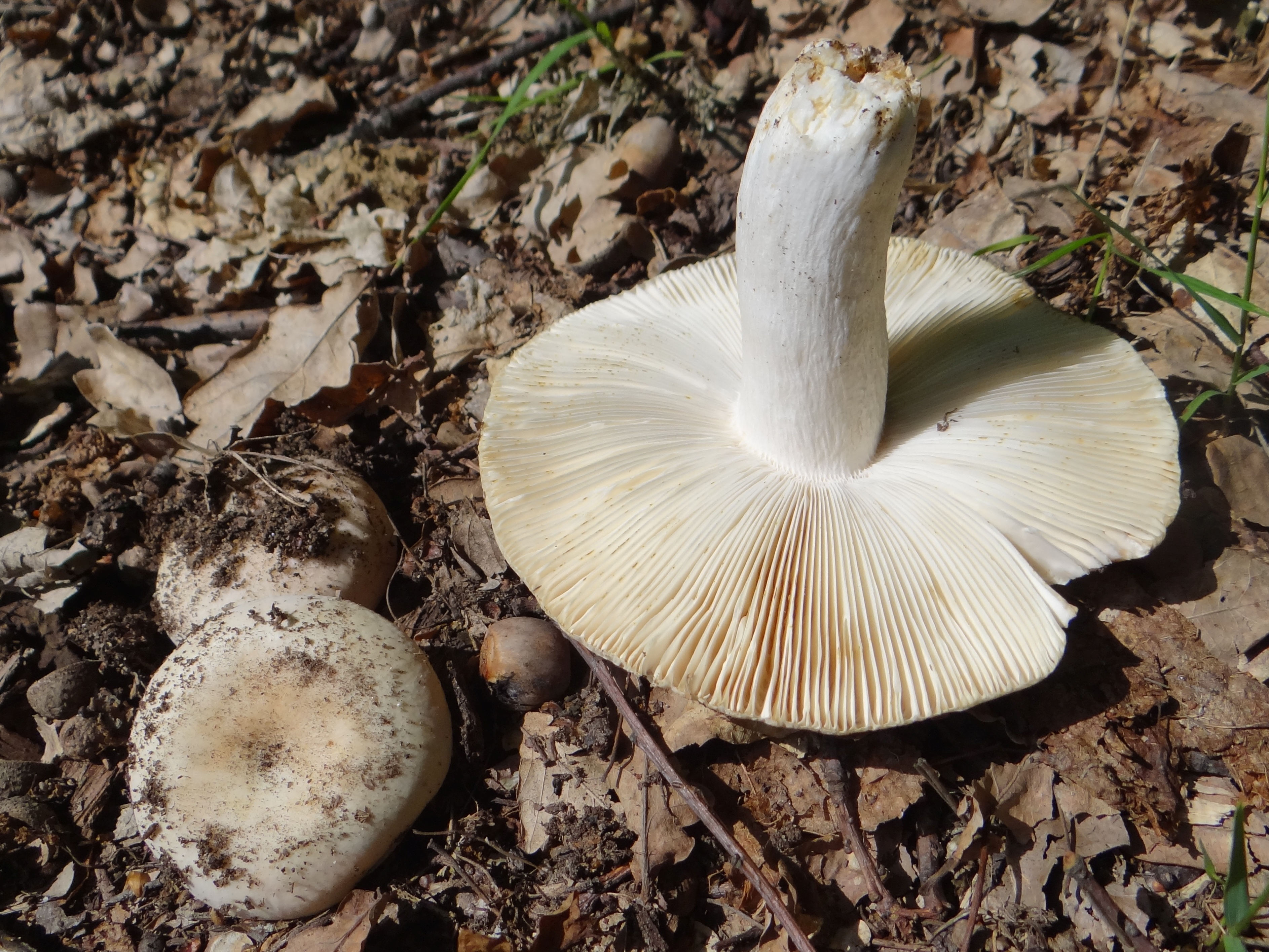
Gołąbek mączysty – przykład grzyba niejadalnego

Grzyby niejadalne (pot. psie grzyby, psiaki) – grzyby, których owocniki dla człowieka nie są trujące, jednak nie nadają się do spożycia ze względu na nieprzyjemny smak, zapach, twardy miąższ, wielkość owocnika, ciężkostrawność, miejsce występowania, lub inne czynniki powodujące nieprzydatność spożywczą danego gatunku grzyba.
Liczna jest grupa grzybów uważanych za niejadalne wśród grzybów o drobnych owocnikach, na przykład wśród grzybówek, twardzioszków, wilgotnic, hełmówek i innych. Nie wiadomo, czy są one jadalne, czy trujące, nikt bowiem do tej pory nie próbował ich przydatności do spożycia, obecnie uważa się je więc za niejadalne. Za niejadalne uważa się też gatunki grzybów rosnące na odchodach zwierząt i ludzi (na przykład drobne gatunki kustrzebek, włośniczek, pucharków, Ascobolus, Lasiobolus i inne).
Różne są też poglądy na jadalność grzybów w różnych krajach. Na przykład w Rosji i na Ukrainie je się po specjalnej obróbce gatunki grzybów w Polsce uważane za niejadalne (mleczaj biel, mleczaj chrząstka i inne gatunki mleczajów o gorzkim smaku). Poddaje się je tam kilkukrotnemu moczeniu w wodzie połączonemu każdorazowo z odlewaniem wody, gotowaniu, a następnie układa się je w beczce warstwami wraz z przyprawami (chrzan, koper, czosnek, liście laurowe, sól) i kisi. Taki sposób przygotowania pozbawia je gorzkiego smaku i uważane są one tam za rarytas.
W niektórych krajach spożywa się grzyby, których konsumpcja w Polsce jest wysoce nieprawdopodobna z powodu różnic w uwarunkowaniach kulturowych. Przykładowo, w Meksyku jest zjadana narośl wytworzona na kolbach kukurydzy przez pasożytniczą chorobę grzybową – głownię kukurydzy. Po podduszeniu dodaje się ją jako farsz do tortilli. Chińczycy jedzą wyrastające na martwych gąsienicach owocniki maczużnika chińskiego (Cordyceps chinensis).
Na potrzeby FAO opracowano listę grzybów mających zastosowanie spożywcze w różnych krajach świata. Obejmuje nazwę gatunkową (łacińską) i kraje, w których dany gatunek grzyba jest uważany za jadalny. Jest na niej wiele gatunków występujących w Polsce, uważanych jednak za niejadalne. Lista ta jest kompilacją różnych danych, jednak nie jest kompletna; na przykład dla Polski podane jest zaledwie 14 gatunków, a dane dla Rosji dotyczą głównie Syberii i Rosyjskiego Dalekiego Wschodu.
Dane na temat przydatności spożywczej grzybów podawane są w różnych atlasach grzybów. Nie ma w nich jednak pełnej zgodności; ten sam gatunek grzyba czasami w jednym atlasie określany jest jako jadalny, w innym jako niejadalny, a bywa, że nawet jako trujący. W Polsce istnieje rozporządzenie w sprawie grzybów dopuszczonych do obrotu lub produkcji przetworów grzybowych oraz środków spożywczych zawierających grzyby oraz uprawnień klasyfikatora grzybów i grzyboznawcy (Dz.U. 2008 nr 218, poz. 1399). Na jego podstawie też nie można utworzyć pełnej listy grzybów niejadalnych, gdyż rozporządzenie obejmuje tylko grzyby dopuszczone do obrotu, oprócz nich istnieje wiele innych gatunków grzybów jadalnych, niejadalnych i trujących.